# 高铼酸钠
高铼酸钠是一种无机化合物，化学式为NaReO4。这是一种白色粉末状晶体，具有吸湿性，通常用作制备其他铼化合物的前体。其化學結構和過氯酸鈉、過錳酸鈉的結構相似。

## 製備
過錸酸鈉可由七氧化二铼和氫氧化鈉反應，或由其對應鉀鹽，過錸酸鉀，行陽離子交換得到。
過錸酸鈉也可由在鹼(氫氧化鈉)存在的條件下，由錸金屬和過氧化氫混合製得：
{\displaystyle {\ce {2 Re + 7 H2O2 + 2 NaOH -> 2 NaReO4 + 8 H2O}}}

## 反應
過錸酸鈉可在乙醇中和鈉反應獲取九氫合錸(VII)酸鹽。
過錸酸鈉也被作為合成錸的氮化物(如Re3N, Re2N, Re3N2, ReN2, ReN3, ReN4)的前體，其可用於作為氨合成和加氫脫氮的催化劑。
過錸酸鈉也可用於合成十羰基二錸。

## 扩展阅读
- Ahluwalia, J. C.; Cobble, J. W. . Journal of the American Chemical Society. 1 December 1964, 86 (24): 5377–5381. doi:10.1021/ja01078a001.
- Dwek, Raymond A.; Luz, Z.; Shporer, M. . The Journal of Physical Chemistry. 1 May 1970, 74 (10): 2232–2233. doi:10.1021/j100909a038.